# Pierwszy rząd Michaiła Fradkowa
Pierwszy rząd Michaiła Fradkowa – rząd Federacji Rosyjskiej pod przewodnictwem Michaiła Fradkowa. Kandydatura Fradkowa na stanowisko premiera została zaproponowana Dumie Państwowej przez prezydenta Władimira Putina 1 marca 2004. 5 marca Duma udzieliła Fradkowowi wotum zaufania. Za jego kandydaturą głosowało 352 deputowanych (Jednej Rosji i LDPR). Tego samego dnia prezydent Putin mianował Fradkowa na stanowisko szefa rządu. Fradkow zastąpił Wiktora Christienkę, który pełnił obowiązki premiera po dymisji Michaiła Kasjanowa, odwołanego 24 lutego 2004.
9 marca 2004 prezydent Putin podpisał dekret o systemie i strukturze federalnych organów władzy wykonawczej oraz o powołaniu członków rządu. 7 ministrów (Wiktor Christienko, Jurij Czajka, Aleksiej Gordiejew, German Gref, Siergiej Iwanow, Aleksiej Kudrin, Siergiej Szojgu) zasiadało także w poprzednim gabinecie, kierowanym przez Michaiła Kasjanowa.
Większość członków rządu Fradkowa stanowili bezpartyjni urzędnicy państwowi, z wyjątkiem Aleksieja Gordiejewa, Siergieja Szojgu i Aleksandra Żukowa, wchodzących w skład kierownictwa partii Jedna Rosja. Dwóch ministrów – German Gref i Aleksiej Kudrin była politycznie związana z Sojuszem Sił Prawicowych, nie będąc formalnie członkami tej partii.
7 maja 2004, w dniu zaprzysiężenia na drugą kadencję prezydenta Władimira Putina, upłynęły pełnomocnictwa rządu Michaiła Fradkowa. Tego samego dnia prezydent Putin ponownie zaproponował kandydaturę Fradkowa na stanowisko premiera. 12 maja Duma zgodziła się na tę kandydaturę, a Fradkow przystąpił do formowania swojego drugiego gabinetu.

## Udzielenie zgody 5 marca 2004
| Klub                                        | Klub                                      | Głosowanie | Głosowanie     | Głosowanie | Nieobecni |
| Klub                                        | Klub                                      | Za         | Wstrzymali się | Przeciw    | Nieobecni |
| ------------------------------------------- | ----------------------------------------- | ---------- | -------------- | ---------- | --------- |
|                                             | Jedna Rosja                               | 304        | 0              | 0          | 2         |
|                                             | Komunistyczna Partia Federacji Rosyjskiej | 1          | 0              | 49         | 2         |
|                                             | Sprawiedliwa Rosja                        | 6          | 18             | 9          | 5         |
|                                             | Liberalno-Demokratyczna Partia Rosji      | 36         | 0              | 0          | 0         |
|                                             | Niezrzeszeni                              | 5          | 6              | 0          | 4         |
| ŁĄCZNIE                                     | ŁĄCZNIE                                   | 352        | 24             | 58         | 16        |
| Większość bezwzględna: 226, zgodę udzielono |                                           |            |                |            |           |

## Pierwszy rząd Michaiła Fradkowa (2004)
| Funkcja                                                                                  | Imię i nazwisko       | Imię i nazwisko          | Czas pełnienia funkcji | Czas pełnienia funkcji |
| Funkcja                                                                                  | Imię i nazwisko       | Imię i nazwisko          | Od                     | Do                     |
| ---------------------------------------------------------------------------------------- | --------------------- | ------------------------ | ---------------------- | ---------------------- |
| Przewodniczący Rządu                                                                     |                       | Michaił Fradkow (JeR)    | 5 marca 2004(dts)      | 12 maja 2004(dts)      |
| Zastępca przewodniczącego Rządu                                                          | Aleksandr Żukow (JeR) | 9 marca 2004(dts)        | 20 maja 2004(dts)      |                        |
| Minister przemysłu i energetyki                                                          |                       | Wiktor Christienko       | 9 marca 2004(dts)      | 20 maja 2004(dts)      |
| Minister sprawiedliwości                                                                 | Jurij Czajka          | 9 marca 2004(dts)        | 20 maja 2004(dts)      |                        |
| Minister edukacji i nauki                                                                | Andriej Fursienko     | 9 marca 2004(dts)        | 20 maja 2004(dts)      |                        |
| Minister rolnictwa                                                                       |                       | Aleksiej Gordiejew (JeR) | 9 marca 2004(dts)      | 20 maja 2004(dts)      |
| Minister rozwoju gospodarczego i handlu                                                  |                       | German Gref              | 9 marca 2004(dts)      | 20 maja 2004(dts)      |
| Minister obrony                                                                          |                       | Siergiej Iwanow (JeR)    | 9 marca 2004(dts)      | 20 maja 2004(dts)      |
| Minister                                                                                 |                       | Dmitrij Kozak            | 9 marca 2004(dts)      | 20 maja 2004(dts)      |
| Kierownik Aparatu Rządu                                                                  | 9 marca 2004(dts)     | Dmitrij Kozak            | 20 maja 2004(dts)      |                        |
| Minister finansów                                                                        | Aleksiej Kudrin       | 9 marca 2004(dts)        | 20 maja 2004(dts)      |                        |
| Minister transportu i łączności                                                          | Igor Lewitin          | 9 marca 2004(dts)        | 20 maja 2004(dts)      |                        |
| Minister spraw zagranicznych                                                             | Siergiej Ławrow       | 9 marca 2004(dts)        | 20 maja 2004(dts)      |                        |
| Minister spraw wewnętrznych                                                              |                       | Raszyd Nurgalijew (JeR)  | 9 marca 2004(dts)      | 20 maja 2004(dts)      |
| Minister kultury i komunikacji masowej                                                   |                       | Aleksandr Sokołow        | 9 marca 2004(dts)      | 20 maja 2004(dts)      |
| Minister obrony cywilnej, sytuacji nadzwyczajnych i likwidacji skutków klęsk żywiołowych |                       | Siergiej Szojgu (JeR)    | 9 marca 2004(dts)      | 20 maja 2004(dts)      |
| Minister zasobów naturalnych                                                             | Jurij Trutniew (JeR)  | 9 marca 2004(dts)        | 20 maja 2004(dts)      |                        |
| Minister ochrony zdrowia i rozwoju społecznego                                           |                       | Michaił Zurabow          | 9 marca 2004(dts)      | 20 maja 2004(dts)      |